# Жамсраны Дамдинсурэн
Манлай-Батор Дамдинсурэн (монг. Манлай баатар Жамсраны (Жамсрангийн) Дамдинсүрэн; 13 марта 1871— 27 января 1921) — деятель борьбы за независимость Монголии, военачальник и дипломат.

## Биография
Родился третьим сыном 13 марта 1871 года в семье Жамсрана из рода Күйцэлиг (Күйслэг), начальника ополчения (занги) сомон Илч баргутского хошуна Хулун-Буир во Внутренней Монголии. С семи лет начал обучаться маньчжурскому и монгольскому письму у сомонного писаря, и вскоре стал его помощником. В 1908 году, чтобы официально унаследовать от отца чин занги, Дамдинсурэн посетил императорский двор в Пекине, где познакомился с князем Ханддоржем, усвоив от него идеи свержения маньчжурского господства над Халхой.
В 1911 году, состоя в должности сомонного писаря, участвовал в тайном съезде баргутской знати, готовившем антикитайское восстание, а в следующем году — и в самом восстании. Выступил одним из восьми представителей знати Хулун-Буйра, просившей в Урге о принятии своего хошуна в состав новообразованного Монгольского государства.
Занимал пост первого советника военного министра и заместителя министра иностранных дел. За участие в освобождении Кобдо в 1912 году и другие заслуги получил почётное звание «Манлай-Батор» (монг. Манлай баатар — «Передовой богатырь») и княжеский титул «бэйлэ». Командовал войсками, в 1913 году принимавшими участие в боях за освобождение Внутренней Монголии. Был одним из подписавших монголо-тибетский договор о дружбе от 29 декабря 1912 года, принимал участие в русско-китайско-монгольских переговорах 1915 года по статусу Монголии.
В 1919 году начал сближение с монгольскими революционерами. Осенью 1920 года арестован китайскими оккупационными властями, умер от пыток в тюрьме в Урге.

## Дань памяти
- В Улан-Баторе находятся памятник и улица Манлай-Батора Дамдинсурэна.